# Cheetah-licious Christmas
| Recensione | Giudizio |
| ---------- | -------- |
| AllMusic   | [ 1 ]    |

Cheetah-Licious Christmas è un album natalizio del gruppo pop statunitense The Cheetah Girls. È anche il loro album di debutto. Il produttore è la Walt Disney ed è uscito l'11 ottobre 2005.
L'album è arrivato alla posizione 74 nella Billboard Chart.

## Tracce
1. Five More Days 'Til Christmas – 3:04 – originale
2. Santa Claus Is Coming to Town – 3:28
3. Perfect Christmas – 3:08
4. Cheetah-licious Christmas – 3:32 – originale
5. Marshmallow World – 2:47
6. Christmas in California – 3:01
7. No Ordinary Christmas – 3:31 – originale
8. All I Want for Christmas Is You – 4:02
9. This Christmas – 3:06
10. I Saw Mommy Kissing Santa Claus – 2:51
11. The Simple Things – 3:41 – originale
12. Last Christmas – 3:49
13. Feliz Navidad – 5:09